# جاچینتو سانتامبروجو
جاچینتو سانتامبروجو (ایتالیایی: Giacinto Santambrogio; ۲۵ آوریل ۱۹۴۵ – ۱۳ ژوئن ۲۰۱۲) دوچرخه‌سوار اهل ایتالیا بود.